# また逢う日まで (尾崎紀世彦の曲)
「また逢う日まで」（またあうひまで）は、尾崎紀世彦の楽曲。1971年3月5日、ソロ2枚目のシングルとして日本フォノグラム（現：ユニバーサル ミュージック合同会社）より発売。規格品番はFS-1183。

## 概要
元々は1969年（昭和44年）、三洋電機（現・パナソニック）のエアコンのCMソングの候補曲として作られたものであった。まず、筒美京平が3曲書き下ろし、その中の1曲にやなせたかしが歌詞を付け、槇みちるが歌唱し完成をみた。しかし、この曲はスポンサー側の方針変更により採用されなかった。
筒美の楽曲を管理していた日音の村上司は、この曲を埋もれさせるのは惜しいと考え、「白いサンゴ礁」でヒットを飛ばしていたズー・ニー・ヴーの新曲として採用。曲を「白いサンゴ礁」の作詞者でもある阿久悠に渡した。阿久は「安保闘争で挫折した青年の孤独」をテーマにした歌詞を付け、1970年2月10日、「ひとりの悲しみ」というタイトルでリリースされたが、ヒットにはならなかった。
その後、メロディの良さに惹かれていた村上は、「分かりやすい歌詞にして力強い声で歌えば、必ず聴衆の心をつかめる」と考え、尾崎に「ひとりの悲しみ」をテスト録音させる。また、尾崎自身もこの曲を気に入ったことを多くのテレビ番組で言及している。ヒットを確信した村上は、歌詞を書き直すように阿久を説得する。当初は渋っていた阿久も度重なる依頼にリメイクを承諾し、尾崎のために改めて「別れ」をテーマにした歌詞に書き換え、タイトルも「また逢う日まで」として1971年にリリースされた。オリコンシングルチャートで1位を獲得、同チャート集計では100万枚に近いセールスを記録した。累計では100万枚を突破している。
ジョン・アービングの著書『また会う日まで』とは関連はない。
同年12月31日、初の第13回日本レコード大賞・大賞と第2回日本歌謡大賞・大賞をダブル受賞する。同日に開催された『第22回NHK紅白歌合戦』に白組トップバッターとして初出場。1990年にも、『第41回NHK紅白歌合戦』で「また逢う日まで」が歌唱されている。
翌1972年、第44回選抜高等学校野球大会入場行進曲に、1977年には、バレーボールワールドカップのイメージソングに選ばれた。
2003年、ブルボンから発売の食玩CD『懐メロクッキー（チョコバター味）』の1タイトルとして、ローソンにて期間限定（同年4月22日 - 5月5日）で販売された（1曲のみ収録の8cmCDシングル。CD製造はユニバーサルが担当し、本体の製品番号はBNU-003）。
2005年3月23日、『速報!歌の大辞テン』最終回の歌唱前トークにて、「また逢う日まで」を「まだ（自分は）歌い切れていない」と述べている。

## 収録曲
- 両曲とも、作詞：阿久悠 作曲・編曲：筒美京平

1. また逢う日まで（2:55）
2. 帰郷（3:01）

## 演奏
- 猪俣猛[注釈 3]：ドラム
- 寺川正興：ベース
- 水谷公生：ギター
- 飯芳馨：ピアノ
- 羽島幸一グループ：トランペット
- 新井英治グループ：トロンボーン[13]
- ザ・ワンダース：コーラス[6]

## 収録アルバム
オリジナル・アルバム
- 『尾崎紀世彦セカンド・アルバム』(#01) 1971年

ベスト・アルバム
- 『GOLDEN☆BEST 尾崎紀世彦』 (#01) 2003年
- 『-SPECIAL BOX- 尾崎紀世彦の世界』 (disc:4 #01、#22 ライブ・メドレー) 2007年
- 『ザ・プレミアム・ベスト尾崎紀世彦』 (#01) 2009年

コンピレーション・アルバム
- 『移りゆく時代 唇に詩 〜阿久悠大全集〜』1996年[注釈 4]
- 『THE HIT MAKER -筒美京平の世界-』 (disc1 #07) 2006年
- 『筒美京平 GOLDEN HITSTORY 〜また逢う日まで〜』 (disc1 #01) 2012年[注釈 5]

他多数

## リリース日一覧
| リリース日     | 規格     | 規格品番     | 摘要                                                                                 |
| -------------- | -------- | ------------ | ------------------------------------------------------------------------------------ |
| 1971年3月5日   | 7インチ  | FS-1183      | オリジナル盤                                                                         |
| 1975年         | EP       | FX-3008      | コンパクト盤 c/w『さよならをもう一度 / 愛する人はひとり / こころの炎燃やしただけで』 |
| 1976年         | 7インチ  | FX-2019      | c/w「さよならをもう一度」両A面                                                       |
| 1979年         | 7インチ  | 7PL-1508     | c/w「さよならをもう一度」両A面                                                       |
| 1979年         | 7インチ  | 6PL-2009     | c/w「ゴッドファーザー・愛のテーマ」 両A面                                            |
| 1991年3月25日  | CD       | PHDL-1       | 女性コーラス版、c/w「ゴッドファーザー〜愛のテーマ」両A面                             |
| 1992年11月26日 | CD       | PHDL-1008    | c/w「愛する人はひとり」両A面                                                         |
| 2010年9月15日  | MP3、AAC | 音楽配信     | 『GOLDEN☆BEST 尾崎紀世彦』 (#01)                                                     |
| 2013年9月25日  | CD       | VODL-30851   | オリジナル・レコードのオンデマンドCD復刻                                             |
| 2015年4月15日  | ハイレゾ | デジタル配信 | ハイレゾx名曲 また逢う日まで/さよならをもう一度                                      |

## バージョン違い
- また逢う日まで（別テイク） 1971年録音、女性コーラス 
  - 1991年 - シングル（c/w「ゴッドファーザー〜愛のテーマ」両A面）、アルバム『THE BEST 尾崎紀世彦』初回盤のみ収録
- LOVERS & FOOLS（「また逢う日まで」英語版） 英語詞：Norman Simon（演奏:コーラス別テイク 3:00）
  - 1972年 - シングル（c/w「ON MY WAY TO TOMORROW」=「帰郷」英語版）、2013年 - オリジナル・レコードのオンデマンドCD復刻
- また逢う日まで（ライブバージョン）
  - 1973年 - アルバム『in person KIEYO/尾崎紀世彦“ライブ”』、2013年 - オリジナル・レコードのオンデマンドCD復刻
- また逢う日まで（ボサノバ・バージョン）
  - 2004年 - ドラマ『妻の卒業式』主題歌、未CD化[16]
- また逢う日まで（タンゴ・バージョン）
  - 2004年 - タンゴモデルナvol.IV「〜TRAICION (背信) 〜」ASTRORICO東京公演、未CD化[注釈 6]
- また逢う日まで（ディスコ・バージョン） Remix
  - 2005年 - アルバム『The Original Soundtrack of "La Maison de Himiko"』に収録

## メディアでの使用
特記なき作品は尾崎歌唱による「また逢う日まで」
- 『尾崎紀世彦ショー ナウ・ナウ』（冠番組、NET系列）1971年、オープニング曲：「LOVERS & FOOLS」とは別歌詞の英語版
- 『第44回選抜高等学校野球大会』1972年、入場行進曲
- 『1977年ワールドカップバレーボール』1977年、イメージソング
- 「きりり」（キリンビバレッジ CM）1996年、替え歌：また飲む日まで〜♪
- 『のど自慢』（監督：井筒和幸、映画）1999年、劇中歌：大友康平
- 『昭和歌謡大全集』（監督：篠原哲雄、映画）2003年、エンディング曲
- 『妻の卒業式』（脚本：田渕久美子、NHK総合ドラマ）2004年、主題歌：ボサノバ・バージョン、挿入歌：別バージョン
- 『メゾン・ド・ヒミコ』（監督：犬童一心、映画）2005年、ダンスシーン挿入歌：Remix サワサキヨシヒロ
- 『半田健人のオールナイトニッポン』（パーソナリティ：半田健人、ニッポン放送ラジオ）2009年、エンディング曲：「LOVERS & FOOLS」
- 『Dororonえん魔くん メ〜ラめら』（監督：米たにヨシトモ、テレビアニメ）2011年、エンディング挿入歌：雪子姫&ハルミ（能登麻美子&川澄綾子）
- 『愛と誠』（監督：三池崇史、映画）2012年、劇中歌：安藤サクラ
- 『よその歌 わたしの唄』（脚本：山田太一、フジテレビドラマ）2013年、主題歌：オリジナル盤、劇中歌：鳳蘭、いしだあゆみ
- 『戦姫絶唱シンフォギアXV』（監督：小野勝巳、テレビアニメ）2019年、劇中歌（第5話）：エルフナイン（久野美咲）
- 『任侠学園』（監督：木村ひさし、映画）2019年、挿入歌：西田敏行、演奏：東京スカパラダイスオーケストラ
- サントリー 企業CM「＃素晴らしい過去になろう」
  - 2021年「飲み終わった後」篇、全3篇、歌：中納良恵[17][18]
  - 2023年「ペットボトルでまた会おう」篇、歌：稲垣吾郎、草彅剛、香取慎吾[19]

他多数

## カバー
また逢う日まで
- 朝丘雪路（1971年、アルバム『雨がやんだら・ある愛の詩 雪路ビッグ・ヒットを歌う2』→『GOLDEN☆BEST 朝丘雪路 筒美京平を歌う』収録）
- 加山雄三（1971年、アルバム『加山雄三イン・ベラミ〜ナイト・クラブの加山雄三』収録→『MESSAGE〜加山雄三J-Standardを歌う』再録)
- 平田隆夫とセルスターズ（1971年、アルバム『愛の12章』収録）
- ザ・ピーナッツ（1971年、8トラ → 1999年、アルバム『ザ・ピーナッツ・カヴァー・ヒッツ〜ナオミの夢〜』収録）
- 仲雅美（1971年、アルバム『仲雅美とあなた』収録）
- 朱里エイコ（1972年、アルバム『これから始まるなにか〜Passionately S.EIKO』収録）
- 内山田洋とクール・ファイブ（1975年、アルバム『昭和の歌謡50年史』収録）
- 塩見大治郎（1976年、アルバム『ひとふし〜筒美京平メモリアル・アルバム』収録）
- 平尾昌晃&畑中葉子（1978年、アルバム『阿久悠 君の唇に色あせぬ言葉を 1968-1978』収録）
- 天童よしみ（1992年、アルバム『天童節昭和演歌名曲選 第十集』収録）
- 山本健二（1992年、アルバム『白い花の咲く頃』収録）
- JAJAJAH ALL STARS（1994年、アルバム『SINGS JAPANESE SONGS VOL.3』収録）
- トワ・エ・モワ（1999年、アルバム『トワ・エ・モワ メモリアル』収録）
- どんと（2000年、アルバム『一頭象 どんとスーパーベスト』→『新・人間万葉歌〜阿久悠 作詞集』収録）
- ジャッキー吉川とブルー・コメッツ（2000年、アルバム『THE TALES OF BLUE COMETS PAST MASTERS BOX 1965-1972』収録）
- 羽山晃生（2001年、アルバム『マイ・フェイヴァリット(私のお気に入り)』収録）
- 渚ようこ（2001年、アルバム『新宿マドモアゼル 渚ようこリサイタル』収録）
- 新垣勉（2002年、アルバム『出逢い〜我が心の歌〜』収録）
- 杉村ルイ（2005年、アルバム『SUMMER OF LOVE』収録）
- 尾関美穂（2006年、シングル収録）
- PE'Z（2006年、アルバム『日本のジャズ -SAMURAI SPIRIT-』収録）
- クレイジーケンバンド（2007年、アルバム『筒美京平 トリビュート the popular music』収録）
- アリヤミハル（2007年、アルバム『Heart To Heart』収録）
- 持田浩嗣（2008年、アルバム『We style'71-'75 フォークギターとベルボトム』収録）
- 桑田佳祐（2009年、アルバム『昭和八十三年度!ひとり紅白歌合戦』収録）
- スターダストレビュー（2010年、アカペラカバーアルバム『歌鬼3 〜阿久悠×青春のハーモニー〜』収録）
- 野口五郎（2010年、アルバム『Prize Years,Prize Songs』収録）
- 佐藤重雄（2010年、アルバム『“SAKEYO”イタリア語で歌う日本の名曲の数々…。酒よ〜千の風になって』収録）
- 庄野真代（2011年、アルバム『Reminiscence blue』収録）
- 雪子姫(能登麻美子)&ハルミ(川澄綾子) （2011年、アルバム『Dororonえん魔くん メ〜ラめら 昭和ヒットスタジオ』収録）
- 犬塚彩子（2011年、アルバム『昭和を唄うボッサ』収録）
- 土橋創（2011年、配信シングル）
- 安藤サクラ（2012年、アルバム『「愛と誠」オリジナル・サウンドトラック』収録）
- 氷川きよし（2013年、アルバム『氷川きよし・演歌名曲コレクション18〜しぐれの港〜』収録）
- ソウル・フラワー・ユニオン（2013年、ミニアルバム『踊れ!踊らされる前に』収録）
- 尾藤イサオ（2013年、アルバム『GOLDEN☆BEST 尾藤イサオ』ボーナス・トラックに新録音収録[注釈 7]）
- 五木ひろし（2014年、アルバム『五木ひろし芸能生活50周年記念大全集 〜ライブ盤セレクション1〜』収録[20]）
- 渡辺真知子（2014年、アルバム『Amor Jazz2 〜Show-WA〜』収録）
- 松崎しげる（2015年、アルバム『私の歌〜リスペクト〜』収録）
- BEGIN（2015年、アルバム『ビギンのマルシャ ショーラ』収録）
- YUCCO（2015年、配信アルバム『Smile Fitness & Drive Vol.6 Fantastic歌謡曲』収録）
- パク・ジュニョン（2016年、アルバム『さよならは言わせない』収録）
- 鈴木タカオ（2016年、アルバム『COVER ALBUM「うたごころII」〜愛と哀しみのアリア〜』収録）
- タイム・ファイブ（2016年、アルバム『Japanese Standards』収録）
- 山崎育三郎（2017年、アルバム『1936 〜your songs II〜』収録）
- 佳山明生(2017年、アルバム『わが青春の歌』収録)
- エルフナイン（久野美咲）（2019年、ブルーレイ・DVD『戦姫絶唱シンフォギアXV 3』初回封入特典BONUS CDに収録[21]）
- 米米CLUB（2019年、DVD『a K2C ENTERTAINMENT TOUR 2019～おかわり～』収録）
- 北村匠海（2021年、アルバム『筒美京平SONG BOOK』収録）
- ももいろクローバーZ（2022年、アルバム『祝典』収録）

外国語によるカバー
- 姑娘呀！別哭泣（華語版）華語詞：林煌坤（中国語版）、歌唱：陳蘭麗（中国語版）
  - 1971年 - 『陳蘭麗・流淚為了誰？・寂寞的小花』、2017年 - 『陳蘭麗・流淚為了誰？・寂寞的小花[22]』CD復刻
- 五月情意（華語版）華語詞：曉燕 (蔣榮伊[23]) 演唱:欧陽菲菲、青山（中国語版）、舒雅頌 (Rose Chung)[24]
  - 1975年 - 『欧陽菲菲・五月情意[25]』、『青山・幾次見到你[26]』、『舒雅頌 Rose Chung・瀑布中的心聲』、 2016年 -『欧陽菲菲曠世精選[27]』CD復刻